# كريستوف توث-غابور
كريستوف توث-غابور (بالمجرية: Tóth-Gábor Kristóf)‏ هو لاعب كرة قدم مجري، ولد في 11 سبتمبر 2001 في ناجيكانيزسا في المجر.